# Haukur Heiðar Hauksson
Haukur Heiðar Hauksson (Akureyri, 1 september 1991) is een voormalig IJslands voetballer die bij voorkeur als rechtsachter speelde. In januari 2015 maakte Haukur Heiðar zijn debuut in het IJslands voetbalelftal, waarmee hij in juni 2016 deelneemt aan het Europees kampioenschap voetbal 2016 in Frankrijk.

## Clubcarrière
Haukur Heiðar Hauksson doorliep tot 17-jarige leeftijd de jeugdopleiding van KA Akureyri, de club van zijn geboortestad. In 2008 stroomde hij door naar het A-elftal en debuteerde hij in de 1. deild karla, de tweede divisie van IJsland. Vier seizoenen lang speelde Haukur Heiðar gemiddeld twintig competitiewedstrijden; KA bleef in de tweede divisie en bereikte na de seizoenen 2008 en 2009 niet meer de top vijf van de competitie, waardoor promotie niet dichtbij kwam. Op 20 februari 2012 tekende Hauksson een contract bij KR Reykjavík, een van de IJslandse topclubs in de Úrvalsdeild, het hoogste competitieniveau.
In zijn eerste seizoen bij de club werden beide bekertoernooien van IJsland – de Borgunarbikar karla en Deildabikar – gewonnen, maar Haukur Heiðar bleef bij beide finales op de reservebank. In 2013 werd de landstitel gehaald, nadat Reykjavík vrijwel het gehele seizoen op de eerste plaats had gestaan. Haukur Heiðar zelf maakte één doelpunt, in het uitduel tegen Fram Reykjavík (1–2 nederlaag) op 14 juli 2013. In het seizoen 2014 kreeg Haukur Heiðar in 22 competitiewedstrijden 21 keer een plaats in het basiselftal. KR eindigde op de derde plaats en won opnieuw de beker. In november 2014, na afloop van het derde seizoen van Haukur Heiðar in de hoofdstad Reykjavík, tekende hij een contract voor vijf seizoenen bij de Zweedse club AIK. In zijn tweede seizoen maakte hij op 11 april 2016 in een thuiswedstrijd tegen IFK Göteborg (3–3) zijn eerste doelpunt in de Allsvenskan.
Na zijn verblijf in Zweden keerde hij terug naar KA Akureyri, waar het voor hem ook eerder was begonnen. Hier heeft hij nog een aantal jaren gespeeld.

## Interlandcarrière
Nadat Haukur Heiðar Hauksson in 2012 één interland speelde in het jeugdelftal IJsland –21, werd hij drie jaar later in januari 2015 door bondscoach Lars Lagerbäck voor het eerst opgeroepen voor het nationaal elftal. Op 19 januari 2015 maakte Haukur Heiðar zijn debuut in een vriendschappelijke interland tegen Canada. Haukur Heiðar speelde de volledige wedstrijd, die eindigde in een 1–1 gelijkspel. Sindsdien speelde hij vijf oefenwedstrijden op rij, waarbij hij viermaal in het basiselftal stond.
Op 9 mei 2016 maakte Lagerbäck bekend Haukur Heiðar mee te nemen naar het Europees kampioenschap in juni 2016 in Frankrijk. Hij was een van de minst ervaren en jongste spelers in de selectie. IJsland werd in de kwartfinale uitgeschakeld door gastland Frankrijk, dat met 5–2 won.
Na 2016 is hij nog slechts eenmaal geselecteerd, dit was in januari 2018 voor de trip van het nationale team naar Indonesië, maar hier kwam hij tegen het gastland niet aan spelen toe.

## Spelersstatistieken

### Overzicht als clubspeler
| Seizoen         | Club            |                  | Competitie      | Competitie | Competitie | Beker | Beker | Internationaal | Internationaal | Totaal | Totaal |
| Seizoen         | Club            | Wed.             | Competitie      | Dlp.       | Wed.       | Dlp.  | Wed.  | Dlp.           | Wed.           | Dlp.   |        |
| --------------- | --------------- | ---------------- | --------------- | ---------- | ---------- | ----- | ----- | -------------- | -------------- | ------ | ------ |
| 2008            | KA Akureyri     | Vlag van IJsland | 1. deild karla  | 19         | 0          | 0     | 0     | –              | –              | 19     | 0      |
| 2009            | KA Akureyri     | Vlag van IJsland | 1. deild karla  | 22         | 1          | 0     | 0     | –              | –              | 22     | 1      |
| 2010            | KA Akureyri     | Vlag van IJsland | 1. deild karla  | 19         | 1          | 2     | 0     | –              | –              | 21     | 1      |
| 2011            | KA Akureyri     | Vlag van IJsland | 1. deild karla  | 20         | 4          | 1     | 0     | –              | –              | 21     | 4      |
| Club totaal     | Club totaal     | Club totaal      | Club totaal     | 80         | 6          | 3     | 0     | 0              | 0              | 83     | 6      |
| 2012            | KR Reykjavík    | Vlag van IJsland | Úrvalsdeild     | 15         | 1          | 5     | 0     | 1              | 0              | 21     | 1      |
| 2013            | KR Reykjavík    | Vlag van IJsland | Úrvalsdeild     | 16         | 1          | 4     | 1     | 3              | 0              | 23     | 2      |
| 2014            | KR Reykjavík    | Vlag van IJsland | Úrvalsdeild     | 21         | 1          | 13    | 1     | 2              | 0              | 36     | 2      |
| Club totaal     | Club totaal     | Club totaal      | Club totaal     | 52         | 3          | 22    | 2     | 6              | 0              | 80     | 5      |
| 2015            | AIK             | Vlag van Zweden  | Allsvenskan     | 23         | 0          | 3     | 0     | 4              | 0              | 30     | 0      |
| 2016            | AIK             | Vlag van Zweden  | Allsvenskan     | 18         | 4          | 5     | 2     | 4              | 0              | 27     | 6      |
| 2017            | AIK             | Vlag van Zweden  | Allsvenskan     | 12         | 1          | 3     | 0     | _              | _              | 15     | 1      |
| 2018            | AIK             | Vlag van Zweden  | Allsvenskan     | 4          | 0          | 5     | 0     | 2              | 0              | 11     | 0      |
| Club totaal     | Club totaal     | Club totaal      | Club totaal     | 57         | 5          | 16    | 2     | 10             | 0              | 83     | 7      |
| 2019            | KA Akureyri     | Vlag van IJsland | Úrvalsdeild     | 11         | 0          | 5     | 0     | _              | _              | 16     | 0      |
| 2020            | KA Akureyri     | Vlag van IJsland | Úrvalsdeild     | 1          | 0          | _     | _     | _              | _              | 1      | 0      |
| 2021            | KA Akureyri     | Vlag van IJsland | Úrvalsdeild     | 8          | 0          | 4     | 0     | _              | _              | 12     | 0      |
| Club totaal     | Club totaal     | Club totaal      | Club totaal     | 20         | 0          | 9     | 0     | 0              | 0              | 29     | 0      |
| Carrière totaal | Carrière totaal | Carrière totaal  | Carrière totaal | 209        | 14         | 50    | 4     | 16             | 0              | 275    | 18     |

Bijgewerkt op 19 augustus 2025.

### Overzicht als interlandspeler
| Interlands van Haukur Heiðar Hauksson voor IJsland | Interlands van Haukur Heiðar Hauksson voor IJsland | Interlands van Haukur Heiðar Hauksson voor IJsland | Interlands van Haukur Heiðar Hauksson voor IJsland | Interlands van Haukur Heiðar Hauksson voor IJsland | Interlands van Haukur Heiðar Hauksson voor IJsland |
| №                                                  | Datum                                              | Wedstrijd                                          | Uitslag                                            | Soort wedstrijd                                    | Doelpunten                                         |
| Als speler bij AIK                                 | Als speler bij AIK                                 | Als speler bij AIK                                 | Als speler bij AIK                                 | Als speler bij AIK                                 | Als speler bij AIK                                 |
| -------------------------------------------------- | -------------------------------------------------- | -------------------------------------------------- | -------------------------------------------------- | -------------------------------------------------- | -------------------------------------------------- |
| 1.                                                 | 19 januari 2015                                    | Canada – IJsland                                   | 1 – 1                                              | Vriendschappelijk                                  |                                                    |
| 2.                                                 | 31 maart 2015                                      | Estland – IJsland                                  | 1 – 1                                              | Vriendschappelijk                                  |                                                    |
| 3.                                                 | 17 november 2015                                   | Slowakije – IJsland                                | 3 – 1                                              | Vriendschappelijk                                  |                                                    |
| 4.                                                 | 13 januari 2016                                    | Finland – IJsland                                  | 0 – 1                                              | Vriendschappelijk                                  |                                                    |
| 5.                                                 | 16 januari 2016                                    | Verenigde Arabische Emiraten – IJsland             | 2 – 1                                              | Vriendschappelijk                                  |                                                    |
| 6.                                                 | 24 maart 2016                                      | Denemarken – IJsland                               | 2 – 1                                              | Vriendschappelijk                                  |                                                    |
| 7.                                                 | 1 juni 2016                                        | Noorwegen – IJsland                                | 3 – 2                                              | Vriendschappelijk                                  |                                                    |